# 필리프 도를레앙 (1838년)
파리 백작 루이 필리프 알베르 도를레앙(프랑스어: Louis Philippe Albert d'Orleans, 1838년 8월 24일 ~ 1894년 9월 8일)은 1842년부터 1848년까지의 프랑스의 마지막 프랭스 루아얄(Prince royal)이다. 1848년부터 1883년까지는 프랑스의 왕위 요구자로서 루이 필리프 2세라는 이름을 썼으며 1883년부터 1894년까지는 필리프 7세라는 이름을 썼다. 그는 작가였고 미국 남북 전쟁에 참가하기도 했다.
루이 필리프 1세의 장남 페르디낭 필리프 도를레앙 공작의 아들로 아버지가 사망하면서 왕위계승권자가 됐으나, 1848년 2월 24일 2월 혁명으로 왕권이 붕괴되고 망명했다. 1861년~1862년에는 미국 남북 전쟁에 북부군의 장교로 참전했다.

## 생애
1838년 8월 24일 루이 필리프 1세와 마리아 아말리아 테레사 디 시칠리아 왕녀의 손자이자 페르디낭 필리프 도를레앙 공작과 메클렌부르크슈베린의 헬레네의 장남으로 태어났다. 그의 아버지인 페르디낭 필리프가 1842년 7월 13일마차 사고로 사망하자 왕세자가 되었다. 물론 왕의 적자가 아니라 왕의 적손자이므로 공식적인 왕세자가 아니라 추정 상속인이다. 정식 이름은 루이 필리프 알베르트(Louis Philippe Albert)였으며, 루이 필리프 2세 혹은 필리프 7세로 칭해진다.
1848년 2월 24일 2월 혁명이 일어나자 할아버지 루이 필리프 1세는 도망갔고 상원은 필리프의 왕위계승권을 무시하고 프랑스 제2공화국을 선포하면서 왕실에서 쫓겨났다. 그는 스스로를 루이 필리프 2세로 칭하며 오를레앙파의 왕위 계승권을 요구했다. 그러나 루이 15세의 후손인 샹보르 백작이 있었고, 오를레앙가를 지지하지 않던 부르봉 본가 지지자들은 샹보르 백작을 정통으로 간주했다.
미국으로 망명, 남동생인 샤르트르 공작 로버트 왕자와 함께 미국 남북 전쟁에 출전했으며, 북군 장교로 자원 입대했다. 그는 1861년 9월 24일 대위 계급의 부관보로 임명되었고, 미국 육군에는 파리 백작 필립 도를레앙이라는 이름으로 복무했다. 그는 거의 1년 동안 포토맥군 사령관 조지 B. 매클렐런 소장의 참모로 복무했다. 그는 1862년 7월 15일 동생과 함께 북군에서 예편하였다. 나중에 필립은 저서 『미국 남북 전쟁사』라는 책을 저술했다.
1880년 11월 10일 필리프는 남북 전쟁 당시 복무했던 미국 북부군 퇴역 장교들이 조직한 미국 충성 군단(Military Order of the Loyal Legion of the United States)에 가입, 멤버로 활동했다.
1871년 프랑스 총선에서 의석 과반을 차지한 부르봉 왕가 지지파와 오를레앙가 지지파들이 입헌군주제하에서, 자녀가 없는 앙리 5세를 국왕으로 하고 필리프 도를레앙을 왕위 계승자로 삼기를 합의했다. 그러나 앙리5세의 시대착오적인 이념탓에 프랑스에 왕정이 들어서지 못했고, 1883년 8월 24일 부르봉 왕가 출신의 왕위 요구자였던 앙리 5세가 사망했을 때는 필리프 도를레앙이 왕위에 오르기에는 너무 늦어버리고 말았다. 1894년 9월 8일 사망하였다.

### 사후
그의 자손들은 계속 프랑스의 왕위를 주장하였다. 그러나 샹보르 백작 앙리의 지지자들 중 일부는 오를레앙가문을 인정하지 않고, 스페인의 펠리페 5세의 자손들을 추대했다. 필리프의 자손들은 펠리페 5세가 스페인의 국왕이 되면서 프랑스의 상속권을 포기한다고 했다며 반발한다.

## 가족

### 자녀
그는 마리 이자벨 도를레앙(1848 ~ 1919)과 결혼해서 8명의 자식을 낳았다.
| 사진 | 이름                                                                                         | 생일            | 사망                    | 기타 |
| ---- | -------------------------------------------------------------------------------------------- | --------------- | ----------------------- | --- |
|      | 아멜리 도를레앙 (Amélie d'Orléans; Marie Amélie Louise Hélène d’Orléans)                     | 1865년 9월 28일 | 1951년 10월 25일 (86세) | 포르투갈의 카를루스 1세 국왕 (1863-1908)의 왕비, 슬하 2남 1녀.                                                                    |
|      | 필리프 도를레앙 (Philippe d'Orléans; Louis Philippe Robert d’Orléans)                        | 1869년 2월 6일  | 1926년 3월 28일 (57세)  | 오를레앙 공작이자 '필리프 8세'라는 이름으로 프랑스 왕위 주장, 마리아 도로테 폰 합스부르크 로트링겐 (1867-1932)과 결혼. 자식 없음. |
|      | 엘렌 도를레앙 (Hélène d'Orléans; Hélène Françoise Henriette d’Orléans)                       | 1871년 6월 13일 | 1951년 1월 21일 (79세)  | 에마누엘레 필리베르토 디 사보이아아오스타 공작 (1869-1931)과 결혼, 슬하 2남.                                                      |
|      | 샤를 필리프 도를레앙 (Charles Philippe Marie d'Orléans)                                      | 1875년 1월 21일 | 1875년 6월 8일          | 요절. |
|      | 이자벨 도를레앙 (Isabelle d'Orléans; Isabelle Marie Laure d’Orléans)                         | 1878년 5월 7일  | 1961년 4월 21일 (82세)  | 후에 장 3세라는 이름으로 프랑스 왕위를 주장한 사촌 장 도를레앙 기즈 공작 (1874-1940)과 결혼, 슬하 1남 3녀.                        |
|      | 자크 도를레앙 (Jacques Antoine Marie d'Orléans)                                              | 1880년 4월 5일  | 1881년 1월 22일         | 요절. |
|      | 루이즈 도를레앙 (Louise d’Orléans; Louise Françoise Marie Laure d’Orléans)                   | 1882년 2월 24일 | 1958년 4월 18일 (76세)  | 카를로스 데 보르본 도스-시칠리아스 왕자 (1870-1949)와 결혼. 훗날의 후안 카를로스 1세의 외할머니. 슬하 1남 3녀                     |
|      | 페르디낭 도를레앙 (Ferdinand d’Orléans; Ferdinand François Philippe Marie Laurent d’Orléans) | 1884년 9월 9일  | 1924년 1월 30일 (39세)  | 몽팡시에 공작. 발데테라조 후작부인 마리 이사벨 곤잘레즈 데 올라녜타 에 이바레타 (1893-1958)과 결혼. 자식 없음                     |

## 같이 보기
- 파리 백작